# Karel Schummelketel
Karel Johan Schummelketel (Breda, 24 de septiembre de 1897-Harderwijk, 8 de enero de 1981) fue un jinete neerlandés que compitió en la modalidad de concurso completo. Participó en los Juegos Olímpicos de Los Ángeles 1932, obteniendo una medalla de plata en la prueba por equipos.

## Palmarés internacional
| Juegos Olímpicos | Juegos Olímpicos             | Juegos Olímpicos | Juegos Olímpicos |
| Año              | Lugar                        | Medalla          | Categoría        |
| ---------------- | ---------------------------- | ---------------- | ---------------- |
| 1932             | Los Ángeles (Estados Unidos) | Medalla de plata | Por equipos      |